# Bálint
A Bálint a latin Valentinus családnévből származó férfinév. A Valentinus alapszava, a valens jelentése erős, egészséges. Női párja a Valentina.
A Bálint név latin alakból való kialakulásának sorrendje: Valentinus→ Valentin→ Valent→ Balent→Bálint. A v-b betűk felcserélődése más nyelvekben is megfigyelhető, például az angolban a Vilmost becéző Willy→Billy alakoknál.

## Rokon nevek
- Valentin:[1] a név latin eredetijéhez közel álló alak[4]
- Valentínó:[1] a Valentin olasz változata.

## Gyakorisága
A Bálint nevet már az Árpád-korban is ismerték, de soha nem volt gyakori név, bár a 15–16. században gyakrabban használták. 1967-ben mindössze 97-en kapták ezt a nevet, a 80-as években a 39. leggyakoribb név volt. 
Az 1990-es években a Bálint igen gyakori, a Valentin és a Valentínó igen ritka név volt, a 2000-es években a Bálint a 6-16. leggyakoribb férfinév, a Valentin és a Valentínó nem szerepel az első százban.

## Névnapok
- Bálint: január 7.,[2] február 14.,[2] március 16.,[2] november 3.[2]
- Valentin: január 7.,[4] február 14.,[4] március 16.,[4] július 25.,[4] november 3.[4]

### Névnapi szokások
A Felvidéken voltak olyan helyek, ahol Bálint napon az emberek kimentek az egykori Szent Bálint templom helyére, és megmosdottak a hóban, hogy egész évben egészségesek maradjanak.
A horvát néphit szerint a madarak ilyenkor tartják a menyegzőjüket, ezért a Rába mellett Bálintot tréfásan a verebek védőszentjének is nevezik.
Máshol azt figyelték meg, hogy Bálint napkor, vagy akörül a vadgalambok visszaérkeznek, jelezve a tavasz kezdetét. Sok szőlősgazda ilyenkor kezd a szőlőmetszéshez, hogy a következő évi Bálint napra bőven legyen bora.
Az angoloknál is Bálint napon (St. Valentine's Day) kezdenek a madarak párt választani, és a szerelmesek is ekkor vallanak szerelmet, ezért ezt a napot széles körben megünneplik úgy, hogy akit szeretnek, kedvelnek, annak ajándékot, üdvözlőkártyát küldenek. Az utóbbi években Magyarországon is meghonosodtak a Valentin-napi szokások.
Budapesten ezen a napon adják át 1997 óta a Molnár Pál által alapított irodalmi díjat, a Balassi Bálint-emlékkardot.

## Idegen nyelvi változatai
- Valentine (angol)
- Valentin (német, francia)
- Valentino (olasz)

## Híres Bálintok, Valentinok és Valentínók

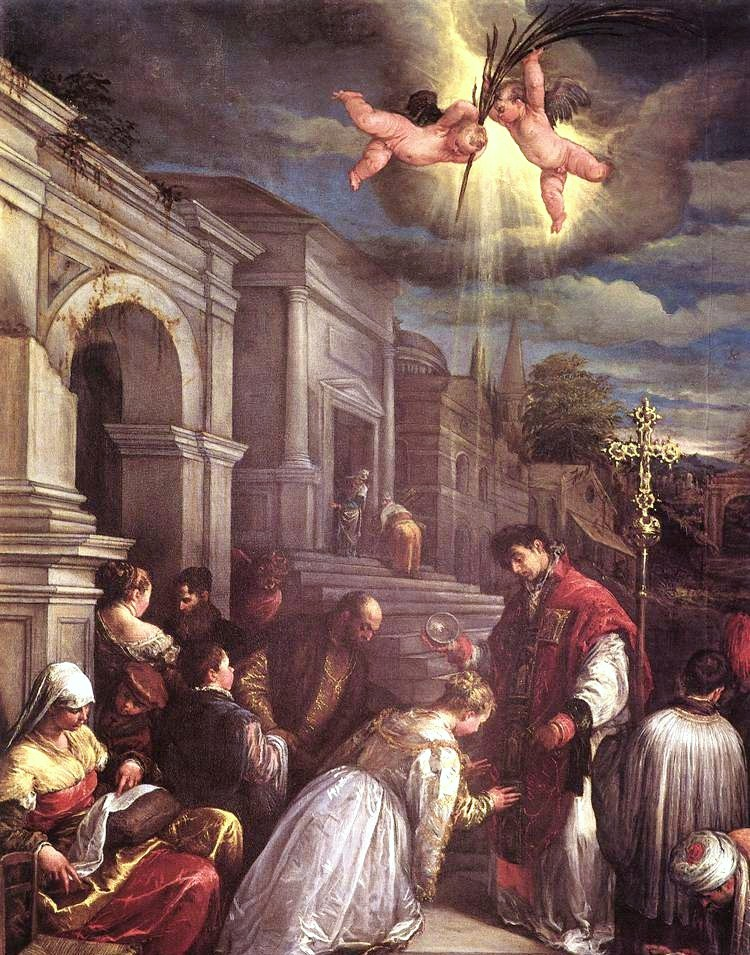
Valentin kereszttel, aki éppen keresztel

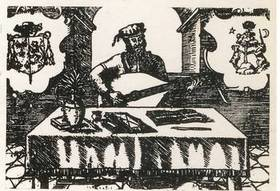
Bakfark Bálint lantművész

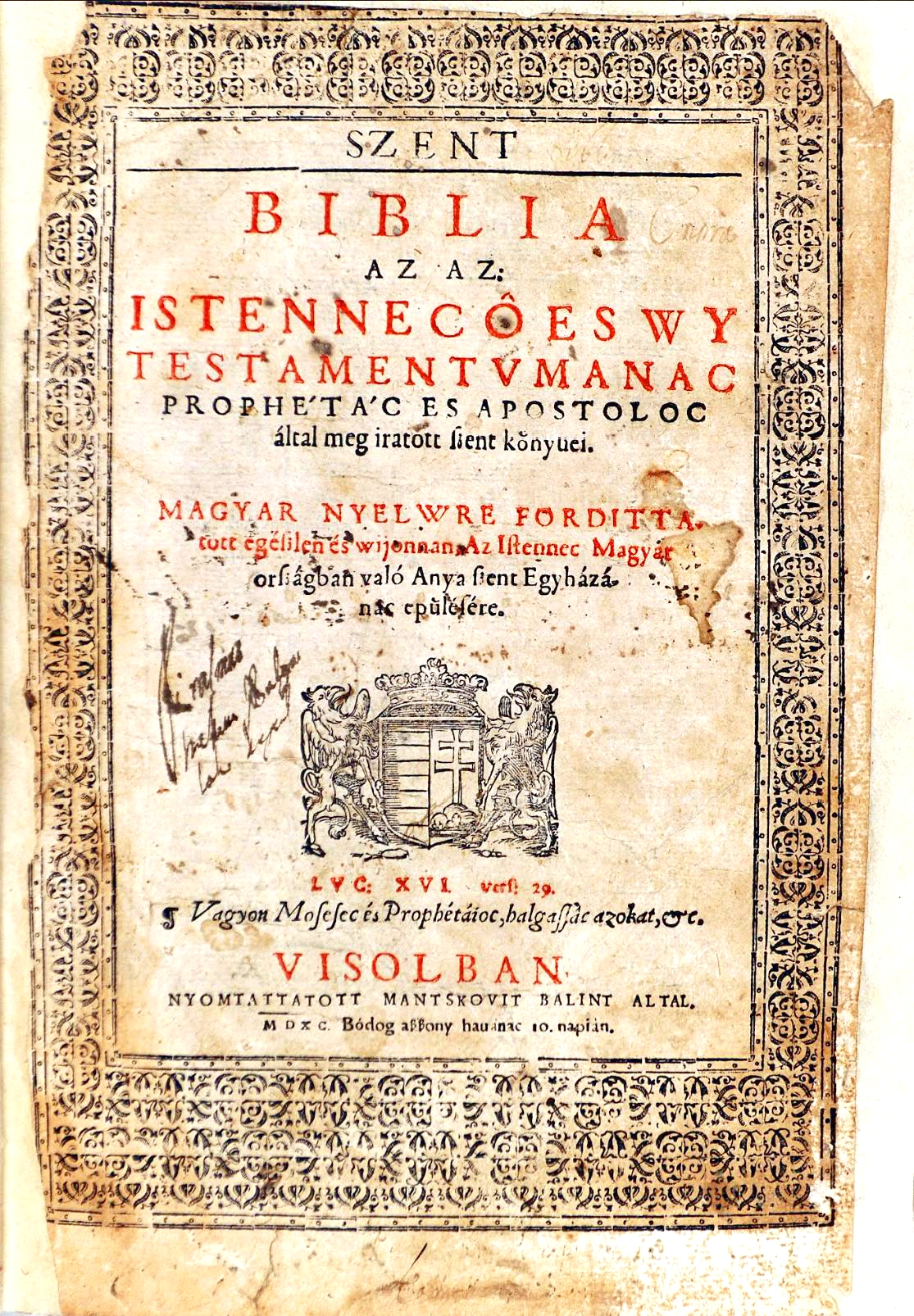
Mantskovits Bálint által nyomtattatott

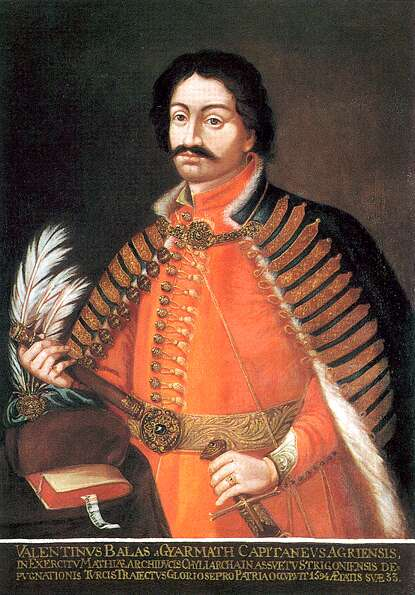
Balassi Bálint magyar költő

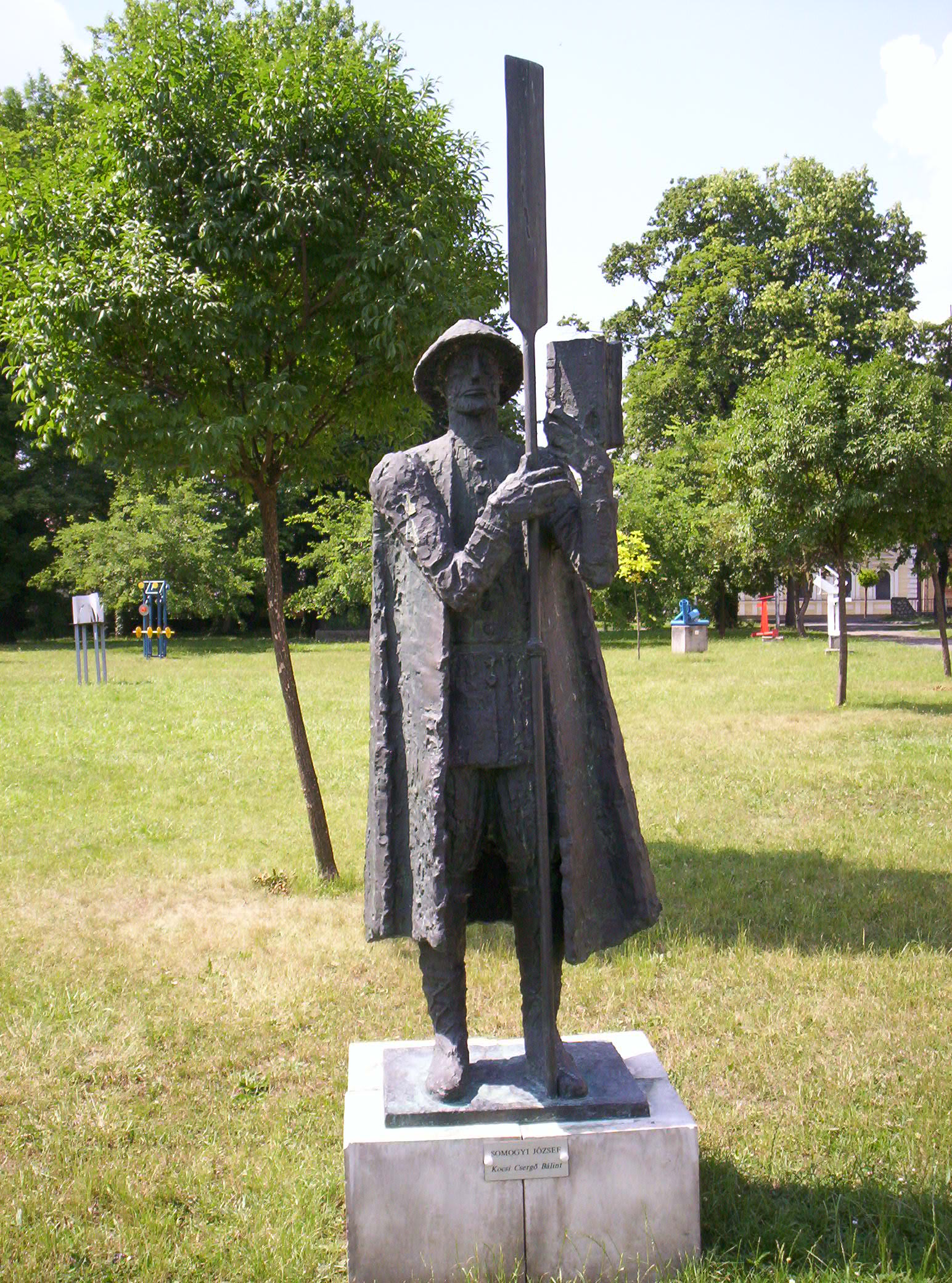
Kocsi Csergő Bálint szobra

### Bálintok
- Bacsó Bálint orvos
- Bajner Bálint labdarúgó
- Bakfark Bálint lantművész és zeneszerző
- Balassi Bálint költő
- Balogh Bálint jezsuita szerzetes
- Barna Bálint színész
- Dobai Bálint kortárs költő
- Farkas Bálint színész
- Hóman Bálint oktatásügyi miniszter
- Kiss Bálint festőművész
- Kocsi Csergő Bálint református tanár, iskolaigazgató, a gályarab-irodalom jeles alakja
- Magyar Bálint politikus, miniszter
- Mantskovits Bálint lengyel nyomdász, a teljes Szent Biblia magyarul elsőnek kinyomtatója
- Szent Bálint
- Tárkány-Kovács Bálint zenész
- Tóth Bálint kortárs költő
- Török Bálint főnemes
- Vécsei Bálint labdarúgó

### Valentinok
- Novák Valentin író, költő
- Valentin Greff Bakfark, azaz Bakfark Bálint, magyar zeneszerző és lantos
- Valentin Miculescu román válogatott labdarúgó
- Valentino Rossi olasz motorversenyző
- Valentin Trotzendorf (vagy Valentin Friedland) német pedagógus
- Valentin Vasziljovics Szilvesztrov ukrán zeneszerző

## Egyéb Bálintok